# Георги Андрейчин
Георги Илиев Андрейчин, известен като Джордж Балканец (на английски: George Andreytchine), е американски, съветски и български профсъюзен деец, журналист, политик, дипломат и комунист.

## Биография
Георги Андрейчин е роден на 7/19 януари 1894 година в село Белица, Разложко. Има две сестри: Мария (по мъж Станчева) и Яна (по мъж Мавродиева). В справки за социалния стаус на семейството се твърди, че е „бедно“ или „средно“ селско семейство. Самият Андрейчин пред НКВД през 1935 г. посочва, че произхожда от „средно селско семейство“.
След Илинденското въстание, когато родното му село е опожарено, пристига в София. Там като сирак е взет под закрила на цивилната листа на двореца и учи в пансион до завършване на гимназиалното си образование в Самоков. През тези години се запознава с един от „Солунските атентатори“ Павел Шатев.
При избухването на Балканската война се записва доброволец в Македоно-одринското опълчение. През 1913 г. по време на Междусъюзническата война е ранен край Кукуш. 
От 1910 година до емигрирането си е член на БСДРП (т. с.).

### Емигрант в САЩ
Емигрира в Съединените щати в края на 1913 г. След като емигрира в САЩ получава повиквателна да се яви на наборна комисия в България и отказва да се върне, като се превръща в дезертьор (1915). Работи като миньор в железодобивните мини на компанията „Оливър“ в град Хибинг, Минесота. Става член на профсъюзната организация „Индустриални работници на света“ (Industrial Workers of the World – IWW) и редактира органа ѝ „Солидарити“. Участва в организацията на стачки и е интерниран в Елис Айлънд през 1916 г. Установява се в Ню Йорк и се свързва с дейци на Американската социалистическа партия, която е на антивоенни позиции. Като деен член на IWW е обвинен, по силата на влезлия в сила през 1917 г. Закон за шпионажа в прогерманска, саботажна дейност, за което в Чикаго е осъден на 20 години затвор и голяма глоба (1917). Излежава по-малко от година в затвора Лийвънуърт, Канзас. Освободен е под гаранция след намесата на американски работнически организации.
Редактира излизащите на български език вестници „Работническо дело“ (1918 – 1919) и „Работническа мисъл“ (1920). Сътрудничи на различни левичарски и профсъюзни издания като „Уан Биг Юниън Мантли“ (One Big Union Monthly), „Индъстриал пайъниър“ (Industrial Pioneer). При разпадането на Американската социалистическа партия на три крила Андрейчин и неговите приятели и сподвижници от IWW симпатизират на Американската комунистическа партия на труда (Communist Labor Party of America), която отхвърля догматичния болшевизъм и поставя като приоритет мощното синдикално движение.
През есента на 1920 г. се запознава лично с Чарли Чаплин на вечеря в квартала на нюйоркската интелектуална общност Гринидж Вилидж, където той общува и с други интелектуалци като Теодор Драйзер, Дъдли Фийлд Малоун, Флойд Дел и Арт Йънг. Чаплин описва срещата накратко в автобиографията си.

### Емигрант в СССР
В 1921 година заминава за Съветска Русия и става член на ВКП (б). Участва в Учредителния конгрес на Профинтерна като американски делегат и влиза в Изпълнителното му бюро (1921). Оттогава датират по-близките му отношения с Лев Троцки и Соломон Абрамович Дридзо (Лозовски). Същата година става член на болшевишката партия и съветски гражданин. През 1922 г. За кратко посещава България (1922).
Работи в Госплан (1923 – 1924) и Промбанк (1926). Специален съветски емисар във Великобритания и Австрия. Подкрепя троцкистите, за което е изключен от болшевишката партия и заточен в Казахстан (1927). Освободен и работи в Народния комисариат на търговията (1930 – 1935) и Интурист (1935) г. 
Арестуван е 13 февруари 1935 година и осъден на 5 години в лагер. Заточен е в Сибир. Освободен е след началото на Германо-съветската война през 1941 г. През войната работа като помощник-началник на отдела за англосаксонските страни в Совинформбюро.

### Завръщане в България
След Деветосептемврийския преврат се установява в България през 1945 година. Началник на канцеларията на Временното председателство на републиката и пълномощен министър на министерството на външните работи (1948 – 1949). Участник е на Парижката мирна конференция.
Арестуван е на 20 май 1949 година от съветските органи в България. Осъден е на смърт и разстрелян в Москва на 20 април 1950 година. Посмъртно е реабилитиран, след смъртта на Сталин, с определение на Военната колегия на Върховния съд на СССР на 11 март 1958 година.
Георги Андрейчин е съпруг на руската немкиня Илза Карловна Рихтер. Дъщеря им Кира Андрейчина, омъжена за Венцел Райчев е майка на социолога Андрей Райчев и на журналиста Владимир Райчев, съосновател на пресгрупа „168 часа“.